# براندون (كندا)
براندون هي مدينة، في كندا، تتبع مانيتوبا، بلغ عدد سكانها 46,061 نسمة في 2011، تبلغ مساحتها 465,160,000 متر مربع (465.16 كـم2).

## الموقع
تشترك في الحدود مع:
- Boissevain, Manitoba [الإنجليزية]‏
- Minnedosa, Manitoba [الإنجليزية]‏.

## المناخ
يظهر الجدول التالي التغييرات المناخية على مدار السنة لبراندون:
| البيانات المناخية لـبراندون                                      | البيانات المناخية لـبراندون | البيانات المناخية لـبراندون | البيانات المناخية لـبراندون | البيانات المناخية لـبراندون | البيانات المناخية لـبراندون | البيانات المناخية لـبراندون | البيانات المناخية لـبراندون | البيانات المناخية لـبراندون | البيانات المناخية لـبراندون | البيانات المناخية لـبراندون | البيانات المناخية لـبراندون | البيانات المناخية لـبراندون | البيانات المناخية لـبراندون |
| الشهر                                                            | يناير                       | فبراير                      | مارس                        | أبريل                       | مايو                        | يونيو                       | يوليو                       | أغسطس                       | سبتمبر                      | أكتوبر                      | نوفمبر                      | ديسمبر                      | المعدل السنوي               |
| ---------------------------------------------------------------- | --------------------------- | --------------------------- | --------------------------- | --------------------------- | --------------------------- | --------------------------- | --------------------------- | --------------------------- | --------------------------- | --------------------------- | --------------------------- | --------------------------- | --------------------------- |
| الدرجة القصوى °م (°ف)                                            | 8.3 (46.9)                  | 15.0 (59.0)                 | 25.6 (78.1)                 | 36.0 (96.8)                 | 38.5 (101.3)                | 42.2 (108.0)                | 43.3 (109.9)                | 41.1 (106.0)                | 37.8 (100.0)                | 32.5 (90.5)                 | 22.2 (72.0)                 | 14.4 (57.9)                 | 43.3 (109.9)                |
| متوسط درجة الحرارة الكبرى °م (°ف)                                | −10.5 (13.1)                | −7.1 (19.2)                 | −0.3 (31.5)                 | 11.2 (52.2)                 | 18.7 (65.7)                 | 23.3 (73.9)                 | 26.0 (78.8)                 | 25.6 (78.1)                 | 19.3 (66.7)                 | 10.9 (51.6)                 | −0.3 (31.5)                 | −8.1 (17.4)                 | 9.1 (48.4)                  |
| المتوسط اليومي °م (°ف)                                           | −16.5 (2.3)                 | −13.2 (8.2)                 | −5.9 (21.4)                 | 4.5 (40.1)                  | 11.4 (52.5)                 | 16.6 (61.9)                 | 19.2 (66.6)                 | 18.2 (64.8)                 | 12.2 (54.0)                 | 4.6 (40.3)                  | −5.4 (22.3)                 | −13.6 (7.5)                 | 2.7 (36.9)                  |
| متوسط درجة الحرارة الصغرى °م (°ف)                                | −22.4 (−8.3)                | −19.2 (−2.6)                | −11.4 (11.5)                | −2.3 (27.9)                 | 4.0 (39.2)                  | 9.9 (49.8)                  | 12.3 (54.1)                 | 10.8 (51.4)                 | 5.0 (41.0)                  | −1.8 (28.8)                 | −10.5 (13.1)                | −19.1 (−2.4)                | −3.7 (25.3)                 |
| أدنى درجة حرارة °م (°ف)                                          | −46.1 (−51.0)               | −46.7 (−52.1)               | −43.9 (−47.0)               | −27.8 (−18.0)               | −13.9 (7.0)                 | −3.9 (25.0)                 | 0.0 (32.0)                  | −3.3 (26.1)                 | −11.7 (10.9)                | −26.5 (−15.7)               | −40.6 (−41.1)               | −43.0 (−45.4)               | −46.7 (−52.1)               |
| الهطول مم (إنش)                                                  | 17.9 (0.70)                 | 13.1 (0.52)                 | 24.7 (0.97)                 | 24.9 (0.98)                 | 56.5 (2.22)                 | 79.6 (3.13)                 | 68.2 (2.69)                 | 65.5 (2.58)                 | 41.9 (1.65)                 | 29.3 (1.15)                 | 18.9 (0.74)                 | 21.3 (0.84)                 | 461.7 (18.18)               |
| معدل هطول الأمطار مم (إنش)                                       | 0.1 (0.00)                  | 1.2 (0.05)                  | 8.0 (0.31)                  | 16.3 (0.64)                 | 52.1 (2.05)                 | 79.6 (3.13)                 | 68.2 (2.69)                 | 65.5 (2.58)                 | 41.6 (1.64)                 | 23.6 (0.93)                 | 3.8 (0.15)                  | 1.0 (0.04)                  | 360.8 (14.20)               |
| متوسط تساقط الثلوج سم (إنش)                                      | 17.6 (6.9)                  | 11.9 (4.7)                  | 16.9 (6.7)                  | 8.4 (3.3)                   | 4.5 (1.8)                   | 0.0 (0.0)                   | 0.0 (0.0)                   | 0.0 (0.0)                   | 0.3 (0.1)                   | 5.7 (2.2)                   | 15.1 (5.9)                  | 20.4 (8.0)                  | 100.8 (39.7)                |
| متوسط أيام هطول الأمطار (≥ 0.2 mm)                               | 8.5                         | 6.5                         | 7.0                         | 5.5                         | 8.5                         | 11.4                        | 8.9                         | 8.7                         | 7.0                         | 6.7                         | 6.6                         | 8.3                         | 93.7                        |
| متوسط الأيام الممطرة (≥ 0.2 mm)                                  | 0.04                        | 0.48                        | 1.5                         | 3.5                         | 7.9                         | 11.4                        | 8.9                         | 8.7                         | 6.9                         | 5.2                         | 1.1                         | 0.35                        | 56.0                        |
| متوسط الأيام المثلجة (≥ 0.2 cm)                                  | 8.5                         | 6.1                         | 5.7                         | 2.3                         | 0.67                        | 0.0                         | 0.0                         | 0.0                         | 0.11                        | 1.8                         | 5.7                         | 8.0                         | 38.8                        |
| ساعات سطوع الشمس الشهرية                                         | 99.3                        | 131.3                       | 180.2                       | 234.6                       | 272.7                       | 271.9                       | 306.6                       | 300.0                       | 210.6                       | 163.5                       | 96.3                        | 91.6                        | 2٬358٫5                     |
| نسبة وصول أشعة الشمس                                             | 37.2                        | 46.2                        | 49.0                        | 56.9                        | 57.2                        | 55.7                        | 62.3                        | 66.9                        | 55.5                        | 48.9                        | 35.3                        | 36.1                        | 50.6                        |
| المصدر: Environment Canada (bright sunshine recorded at airport) |                             |                             |                             |                             |                             |                             |                             |                             |                             |                             |                             |                             |                             |

## أعلام
- أنجيلا تشالمرز
- ستانلي مكينيس
- جورج مالكوم
- فيريس بولتون
- جيسي تورنبول
- ديفيد كالدر
- برايس سالبادور
- ديمون سيفرسون
- رونالد مور
- دونالد وودز